# Hugo Zimmermann (Politiker)
Franz Hugo Adolf Zimmermann (* 1. Januar 1892 in Berlin; † 8. April 1964 in Eupen) war ein belgischer Verwaltungsbeamter und langjähriger Bürgermeister von Eupen.

## Leben und Wirken
Bereits als Kind kam Zimmermann mit seinen Eltern nach Eupen und begann 1909 eine Beamtenlaufbahn bei der Stadtverwaltung Eupen. Anschließend wurde er als Beamter in der Kreisverwaltung übernommen, bevor er ein Jahr nach dem Ersten Weltkrieg mit erst 27 Jahren zum Amtsbürgermeister der gemeinsam verwalteten Orte Lontzen und Herbesthal ernannt wurde. Nachdem im Rahmen des Versailler Vertrags der vormalige preußische Kreis Eupen dem Land Belgien zugeteilt worden war, wurde Zimmermann infolgedessen von der neuen belgischen Verwaltung als Bürgermeister der beiden Orte bestätigt.
Für die Bevölkerung des ehemaligen Kreises war es die Zeit des großen Umbruchs, da das Gebiet von 1920 bis 1925 zunächst Teil des General-Gouvernements Eupen-Malmedy geworden war und erst nach einer nicht bindenden Volksbefragung vollständig in den belgischen Staat integriert wurde. Dabei zeigte sich Zimmermann – obwohl deutscher Abstammung – als überzeugter Belgier, was ihm am 18. Mai 1928 die Ernennung zum Amtsbürgermeister von Eupen durch den belgischen Innenminister Joseph Carnoy einbrachte, obwohl bei den letzten Wahlen im Jahr 1926 eigentlich der Rechtsanwalt und Notar Leo Trouet von der politischen Mehrheit gewählt worden war. Dieser war allerdings von der Brüsseler Zentralregierung strikt abgelehnt worden, da er als nicht geradlinig probelgisch angesehen wurde. Es fanden in der Folge monatelange harte Verhandlungen zwischen Eupen, das auf der Wahl Trouets bestanden hatte, und Brüssel statt, doch die Zentralregierung setzte sich schließlich mit der Ernennung Zimmermanns kraft einer Verordnung des Eingliederungsgesetzes von 1925 durch und am 16. Mai 1928 fand schließlich seine Vereidigung statt.
Die ersten Amtsjahre gestalteten sich für Zimmermann schwierig, da er sich im Stadtrat immer wieder gegen die ihm nicht wohl gesonnene politische Mehrheit durchsetzen musste und 1939 sogar mit Rückendeckung der Zentralregierung mehrere prodeutsche Schöffen des Amtes entheben ließ, nachdem sie einem Empfang des Innenministers in Eupen anlässlich dessen Besuchs aus Protest ferngeblieben waren.
Während des Zweiten Weltkrieges, als Eupen von 1940 bis 1944 durch deutsche Wehrmachttruppen besetzt und verwaltet worden war, setzte sich Zimmermann nach Brüssel ab, wo er eine Anstellung im Innenministerium erhielt. Nach dem Abzug der deutschen Truppen und der Wiederaufnahme der belgischen Verwaltungsstrukturen übernahm Zimmermann wieder das Amt des Bürgermeisters in Eupen. Bereits wenige Monate später machte er Schlagzeilen, als er sich vehement dafür eingesetzt hatte, Mitbürger anzuzeigen, die als „Unbürgerliche“ für eine „Entnationalisierung“ in Frage kamen. Zugleich förderte er die Ansiedlung von Belgiern aus dem Inneren des Landes, um Eupen einen „echt belgischen Charakter“ zu verleihen.
Zimmermann bekleidete das Amt des Bürgermeisters bis zu seinem Tod, davon lediglich die beiden letzten Jahre als gewählter Mandatsträger für die Christlich Soziale Partei (CSP), deren Lokalsektion er 1945 mitgegründet hatte. Mit insgesamt 36 Amtsjahren war er bis zum heutigen Tage damit der am längsten amtierende Bürgermeister der Stadt Eupen. Er richtete seine Dienstwohnung im Justizgebäude Haus Klötzerbahn 27 ein, wo auch das Friedensgericht seinen Sitz hatte. Trotz aller anfänglichen Schwierigkeiten als „Quereinsteiger“ im Stadtrat gelang es Zimmermann zusehends, einige Prestigeobjekte durch- und umzusetzen und damit auch die Zustimmung in der Bevölkerung zu gewinnen. Zunächst engagierte er sich vor allem auf dem Gebiet der bäuerlichen Landwirtschaft in dem ländlich geprägten Umfeld und wurde unter anderem Mitglied sowie von 1922 bis 1940 Vorsitzender des Landwirtschaftlichen Kreisverbandes und im Jahr 1933 Mitbegründer und später Präsident des Verwaltungsrates der Eupener Genossenschaftsmolkerei Walhorn, die 2014 mit Arla Foods fusionierte. Als sein Lebenswerk zählt vor allem sein Einsatz für den Bau der neuen Wesertalsperre, die sowohl in den 1860er und als auch erneut in den 1880er Jahren geplant, doch beide Male von der preußischen Zentralregierung in Berlin wegen Sicherheitsbedenken der Bevölkerung abgelehnt worden war und schließlich 1936 in Angriff genommen wurde und bedingt durch die Kriegsjahre erst 1950 eingeweiht werden konnte. Damit stellte Zimmermann die kontinuierliche Wasserversorgung der Eupener Bevölkerung und der örtlichen Industrie sicher und förderte mit dem Umfeld der Talsperre zugleich den Fremdenverkehr. Darüber hinaus zählen zu seinen besonderen Verdiensten unter anderem sein Einsatz für das katholische Schulwesen in Eupen und hierbei im Besonderen der Neubau des Collège Patronné Mitte der 1930er-Jahre sowie der Bau des Stadions mit Sporthalle an der Ecke Kaperberg/Judenstraße und der Jugendherberge, ebenfalls an der Judenstraße.
Für seine Verdienste wurde Zimmermann mehrfach hoch dekoriert und erhielt unter anderem die Ehrung zum
- Kommandeur des Gregoriusordens im Jahr 1950
- Ehrenbürger von Eupen am 30. Juni 1951[3]
- Kommandeur des Ordens Leopold II. am 30. Juni 1951
- Ritter des belgischen Kronenordens am 30. Juni 1951

Hugo Zimmermann war verheiratet mit Maria Louis, mit der er zwei Söhne und eine Tochter bekam, von denen ein Sohn ein Jahr nach dessen Ordination bei einem Autounfall ums Leben kam.